# قصي خولي
قصي خولي (1 أبريل 1976 -)، ممثل سوري.

## حياته
درس في البداية في كلية الحقوق، ثم التحق بالمعهد العالي للفنون المسرحية وتخرج منه في عام 1999. بدأ مسيرته المهنية من خلال فيلم (ذاكرة صعبة)، وعمل بعدها في الدراما التليفزيونية على نحو مكثف.
في عام 2015 شارك في لجنة تحكيم اكتشاف المواهب التمثلية عرب كاستنغ على تلفزيون أبو ظبي
في ديسمبر 2020 شارك في لجنة تحكيم النسخة الأولى من البرنامج العالمي بصيغته العربية «The Masked Singer- إنت مين؟» كمحقق في اكتشاف هوية النجوم المشاركين على شاشة إم بي سي
شارك كضيف شرف في مسلسل دنيا عام 1999، وفي مسلسل الفصول الأربعة ثم مسلسل ليل المسافرين. كما شارك في أهل الغرام وبقعة ضوء وحكم العدالة وهم من الأعمال التي تعتمد على البطولة الجماعية بحيث يكون كل ممثل ضيف إحدى الحلقات. وفي مدينة المعلومات المخصص للأطفال، وفي مسلسل «على قيد الحياة»، ومسلسل بنات أكريكوز. علمًا أنه طلب منه المشاركة في مسلسل ذاكرة الجسد للمخرج نجدت أنزور إلى إلا أنه اعتذر أن المشاركة في العمل نظرًا لارتباطاته عام 2010. ظهر أيضاً في فيديو كليب أغنية «يا كثر» للفنانة نانسي عجرم عام 2011.
رغم كون إمكانيات السينما السورية متواضعة شارك قصي في عدد من الأفلام منها فيلم «سيناريو» وهو من تأليفه وإخراجه، إلى جانب أفلام أخرى مثل «رؤى حالمة» و«العشاق» و«سبع دقائق إلى منتصف الليل». في المسرح شارك بعدد من المسرحيات أهمها «كسور» و«مدينة الغرائب» و«الدبلوماسيون».

## حياته الأسرية
عام 2018، تزوج في الولايات المتحدة الأمريكية من التونسية «مديحة الحمداني» وهي ابنة الفنانة آمال علام وقد هاجرت منذ سنوات بعد إتمام دراستها إلى دبي حيث عملت في عديد من الشركات المعروفة ثم انتقلت للعيش بأمريكا وهناك حصلت على الجنسية الأمريكية. رزق منها بإبنه الأول «فارس» أو كما لقبّه «العميد جونيور» والده هو الإعلامي عميد خولي.

## أعماله

### في التلفزيون
- 2023: وأخيرًا
- 2022: من ... إلى
- 2022: الوسم
- 2021: لا حكم عليه
- 2021: عشرين عشرين
- 2021: ’’’بارانويا’’’
- 2020: الشك
- 2019: خمسة ونص
- 2018: هارون الرشيد
- 2016: جريمة شغف
- 2015: ذئب مراهق (ج5 و ج6)
- 2015: بنت الشهبندر
- 2015: سرايا عابدين
- 2014: سرايا عابدين
- 2013: سنعود بعد قليل
- 2013: الولادة من الخاصرة الجزء الثالث
- 2012: أرواح عارية
- 2012: حياة مالحة
- 2012: الولادة من الخاصرة الجزء الثاني
- 2011: رجال العز
- 2011: الولادة من الخاصرة
- 2011: العشق الحرام
- 2010: تخت شرقي
- 2010: باب الحارة
- 2010: أهل الراية ج2
- 2009: أهل الراية ج1
- 2009: الحصرم الشامي ج2
- 2008: شركاء يتقاسمون الخراب
- 2008: بقعة ضوء (ج6)
- 2008: يوم ممطر آخر
- 2007: جنون العصر
- 2007: انتقام الوردة
- 2007: وصمة عار
- 2007: رسائل الحب والحرب
- 2007: الحصرم الشامي ج1
- 2006: غزلان في غابة الذئاب
- 2005: أشواك ناعمة
- 2005: أحقاد خفية
- 2005: خلف القضبان
- 2004: أحلام كبيرة
- 2004: عصر الجنون
- 2003: شرقيات
- 2003: خبز و ملح
- 2003: الخيزران
- 2003: أحلام لا تموت
- 2002: قلة ذوق وكثرة غلبة
- 2002: أبناء القهر
- 2002: ليل المسافرين
- 2002: الفصول الأربعة
- 2001: الأرواح المهاجرة
- 2001: أحلام لا تموت
- 2001: سر الكنز
- 2000: مرايا
- 2000: الزير سالم
- 2000: عائلتي وأنا
- 1999: نساء صغيرات
- 1998: ذاكرة صعبة

### أفلام
- 2009: يوم صدور الحكم
- 2009: الغرباء
- 2024: السرب
- 2024 : القدر

## جوائز
- جائزة أفضل ممثل عربي عام 2006 عن دوره في مسلسل غزلان في غابة الذئاب،
- جائزة أفضل ممثل عربي عام 2011 عن دوره في مسلسل تخت شرقي
- جائزة أدونيا 2005 عن فئة أفضل ممثل دور ثاني عن دوره في مسلسل أشواك ناعمة
- جائزة الإبداع الذهبية في مهرجان القاهرة الإعلامي 2006 عن دوره بمسلسل غزلان في غابة الذئاب
- جائزة الإبداع الفضية في مهرجان القاهرة الإعلامي 2007 عن فئة أفضل ممثل عربي عن دوره في مسلسل رسائل الحب والحرب
- جائزة النجم العربي الأكثر جماهيرية في التصويت الذي أجرته مجموعة قنوات أبوظبي الفضائية لعام 2010.[10]

المصدر:

## روابط خارجية
- قصي خولي على موقع IMDb (الإنجليزية)
- قصي خولي على موقع قاعدة بيانات الأفلام العربية
- قصي خولي على موقع قاعدة بيانات الفيلم (الإنجليزية)